# José Ronaldo
José Ronaldo de Carvalho, também conhecido como Zé Ronaldo (Paripiranga, 18 de julho de 1951) é um administrador de empresas e político baiano filiado ao UNIÃO. É o atual prefeito da cidade de Feira de Santana. 
Foi vereador (1983-1987) e prefeito (2001-2008), (2013-2018) de Feira de Santana, deputado estadual (1987-1998) e deputado federal (1999-2000) pelo estado da Bahia. Foi candidato ao Governo da Bahia nas eleições estaduais de 2018, após renunciar à prefeitura de Feira de Santana, cargo que ocupava desde 1º de janeiro de 2013, em 2024 foi eleito para o 5° mandato a frente do paço municipal de Feira de Santana.

## Biografia
José Ronaldo de Carvalho é filho de Maria Rosalina e Joaquim Antônio de Carvalho, é baiano de Paripiranga, mas reside em Feira de Santana desde os anos 60 quando chegou para estudar e trabalhar.
Antes da política, trabalhou como diretor executivo na extinta Surfeira, na Cia de Pneus Tropical, que hoje é a Pirelli, no antigo Cedic, foi diretor do Hospital Dom Pedro de Alcântara e também trabalhou na Secretaria Estadual de Educação e Cultura.
José Ronaldo também é graduado em Administração de Empresas pela Universidade Estadual de Feira de Santana (UEFS), e professor por profissão. É casado e tem três filhos.

### Carreira política
Inicia a carreira política em 1976, quando disputa uma vaga na Câmara de Vereadores de Feira de Santana, pela Arena, e obtém 968 votos que lhe concedem a segunda suplência. Seis anos mais tarde concorre ao mesmo cargo, agora pelo PDS, e consegue êxito.
Em 1986 é eleito deputado estadual e é reeleito nos anos de 1990 e 1994, ocasião em que exerceu a liderança do PFL e em que representou o então governador Paulo Souto na Assembleia.
No ano de 1998, Carvalho intenta e consegue chegar até a Câmara Federal com a terceira maior votação de todo o estado da Bahia, atingindo 149.640 votos.
Em 2000 concorre e se elege prefeito da cidade de Feira de Santana, com 126.230 votos (61,4% dos votos válidos). Consegue se reeleger, em primeiro turno, na disputa de 2004, com 170.162 votos (68,5% dos votos válidos).
Em 2010, saiu candidato ao Senado Federal pela Bahia e obteve 1.092.850 votos, ficando em quarto lugar.
Em 2012, foi eleito Prefeito de Feira de Santana pela terceira vez, em primeiro turno, com 195.967 votos (66,04% dos votos válidos), para o período de 1º de janeiro de 2013 à 31 de dezembro de 2016.
Em 2016, foi candidato à reeleição, tendo sido eleito em 1º turno, com 212.408 votos (71,12% dos votos válidos), para o período compreendido entre 1º de janeiro de 2017 à 31 de dezembro de 2020. Contou com o apoio de 18 partidos políticos, quais sejam: DEM / PMDB / PPL / PTC / PPS / PSDB / PSDC / PV / PMB / SD / PTB / PRP / PSC / PEN / PSL / PHS / PRB / PT do B. Foi eleito como vice-prefeito o ex-deputado-federal Colbert Martins da Silva Filho, filiado ao PMDB.
No dia 1º de janeiro de 2017, assumiu pela quarta vez a Prefeitura de Feira de Santana, tornando-se o único político feirense a ocupar o posto por quatro mandatos e eleito pelo voto direto.
Renunciou ao cargo de Prefeito de Feira de Santana no dia 7 de abril de 2018, para disputar as próximas eleições em outubro, deixando a prefeitura nas mãos do então vice-prefeito Colbert Martins do MDB, que cumpre mandato até dezembro de 2020.
Em convenção realizada no 3 de agosto de 2018, o DEM confirmou o nome de José Ronaldo para disputar o cargo de Governador do Estado da Bahia, sendo o principal opositor ao atual governador Rui Costa. José Ronaldo teve como candidata a Vice Governadora, a médica Mônica Bahia, do PSDB, que é ligada ao Movimento Brasil Livre, MBL. Ainda na chapa de José Ronaldo, os nomes dos deputados federais Jutahy Magalhães Jr., do PSDB, e Irmão Lazáro, do PSC, foram escolhidos para a disputar o senado baiano. Ficou em segundo lugar na disputa com 1.502.266 votos (22,25% dos votos válidos) e acabou sendo derrotado pelo então Governador e candidato à reeleição Rui Costa (PT), o qual foi reeleito já no primeiro turno com 75,50% (5.096.062 votos). Desde então, encontra-se sem mandato político.
Em 2020, apoiou a reeleição do atual prefeito de Feira de Santana, Colbert Martins Filho, do MDB, o qual foi reeleito no segundo turno daquela eleição.
Nas eleições municipais de 2024 em Feira de Santana, foi eleito para o seu quinto mandato como prefeito, no primeiro turno com 50,32% do votos válidos, tornando-se assim o primeiro prefeito da história do município a ser eleito cinco vezes para o tal cargo.  